# R. Kelly (álbum)
R. Kelly é um álbum de R. Kelly, lançado em 1995. O álbum foi uma espécie de partida das insinuações sexuais do álbum anterior, apresentando letras levemente mais introspectivas. R. Kelly foi o segundo número um R&B Albums do artista e o primeiro a chegar ao topo da Billboard 200; lançou três singles número um nas paradas de R&B em ordem cronológica: "You Remind Me of Something," "Down Low (Nobody Has to Know)" e "I Can't Sleep Baby (If I)."
| Críticas profissionais                                                      | Críticas profissionais |
| Avaliações da crítica                                                       | Avaliações da crítica  |
| Fonte                                                                       | Avaliação              |
| --------------------------------------------------------------------------- | ---------------------- |
| Allmusic                                                                    | [ 2 ]                  |
| Robert Christgau                                                            | (A-)                   |
| Entertainment Weekly                                                        | (A-)                   |
| Q                                                                           | [ 5 ]                  |
| Rolling Stone                                                               | [ 6 ]                  |
| Rolling Stone                                                               | [ 7 ]                  |
| Yahoo! Music                                                                | (favorable)            |
| Esta tabela precisa de ser acompanhada por texto em prosa. Consulte o guia. |                        |

## Faixas
1. The Sermon
2. Hump Bounce
3. Not Gonna Hold On
4. You Remind Me Of Something
5. Step In My Room
6. Baby, Baby, Baby, Baby, Baby...
7. (You To Be) Be Happy (feat. The Notorious B.I.G.)
8. Down Low (Nobody Has To Know) (feat. The Isley Brothers)
9. I Can't Sleep (If I)
10. Thank God It's Friday
11. Love Is On The Way
12. Heaven If You Hear Me
13. Religious Love
14. Tempo Slow
15. As I Look Into My Life
16. Trade In My Life

## Posição nas paradas
| Ano  | Parada            | Posição |
| ---- | ----------------- | ------- |
| 1995 | The Billboard 200 | 1       |